# Малый Китяк
Малый Китяк — деревня в Малмыжском районе Кировской области. Входит в состав Большекитякского сельского поселения. 

## География
Находится в правобережной части района на расстоянии примерно 17 километров по прямой на юг от районного центра города Малмыж.

## История
Известна с 1873 года, когда в ней было учтено дворов 33 и жителей 185, в 1905 48 и 316, в 1926 73 и 377 (288 из которых мари) соответственно. В 1950 году было 103 двора и 398 жителей. В 1989 году учтено 304 жителя. В XIX веке работала фабрика кумачно-китаичная.

## Население
Постоянное население  составляло 280 человек (мари 94%) в 2002 году, 257 в 2010.